# Nova Scotia Museum

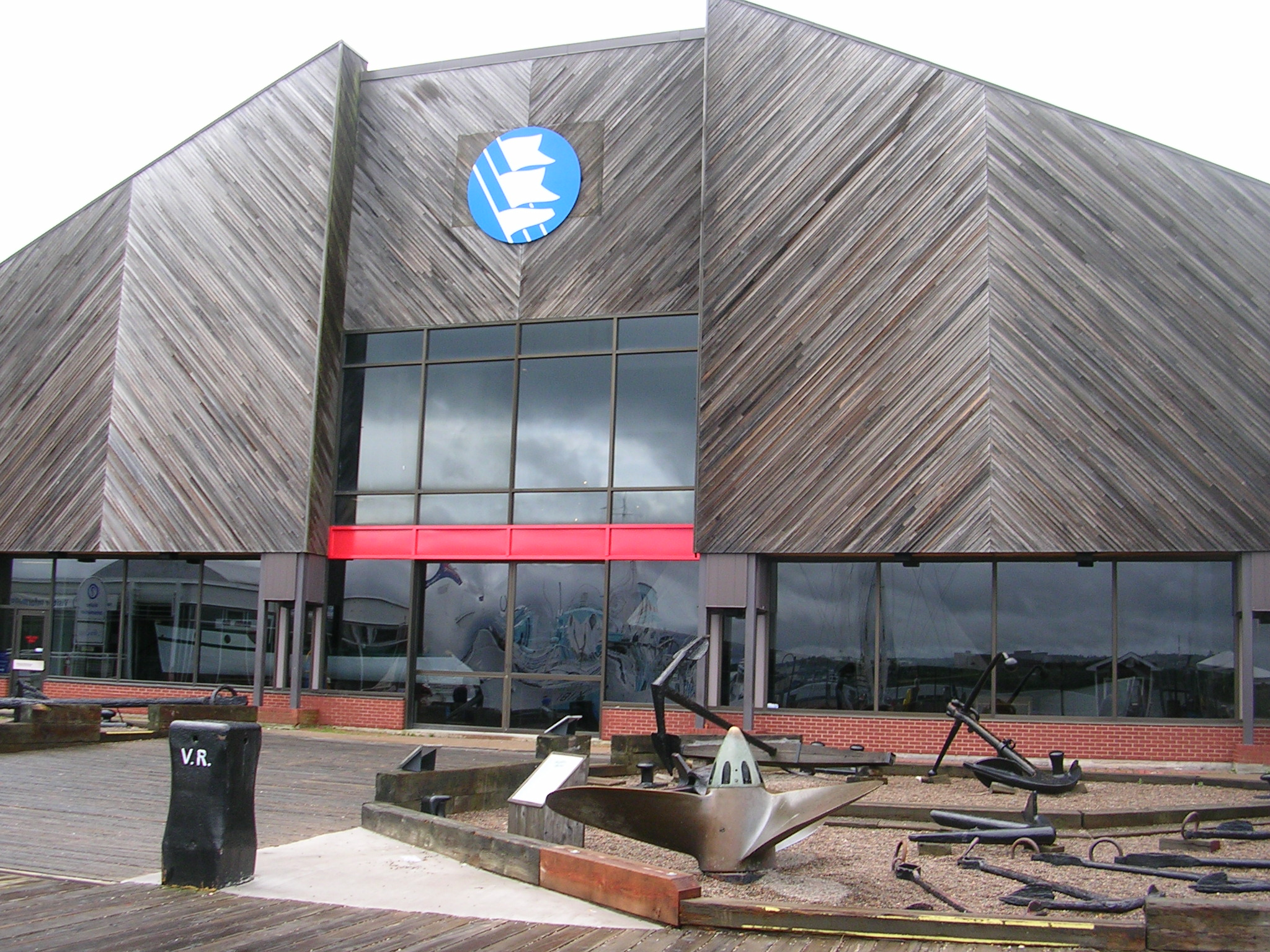
Maritime Museum of the Atlantic in Halifax

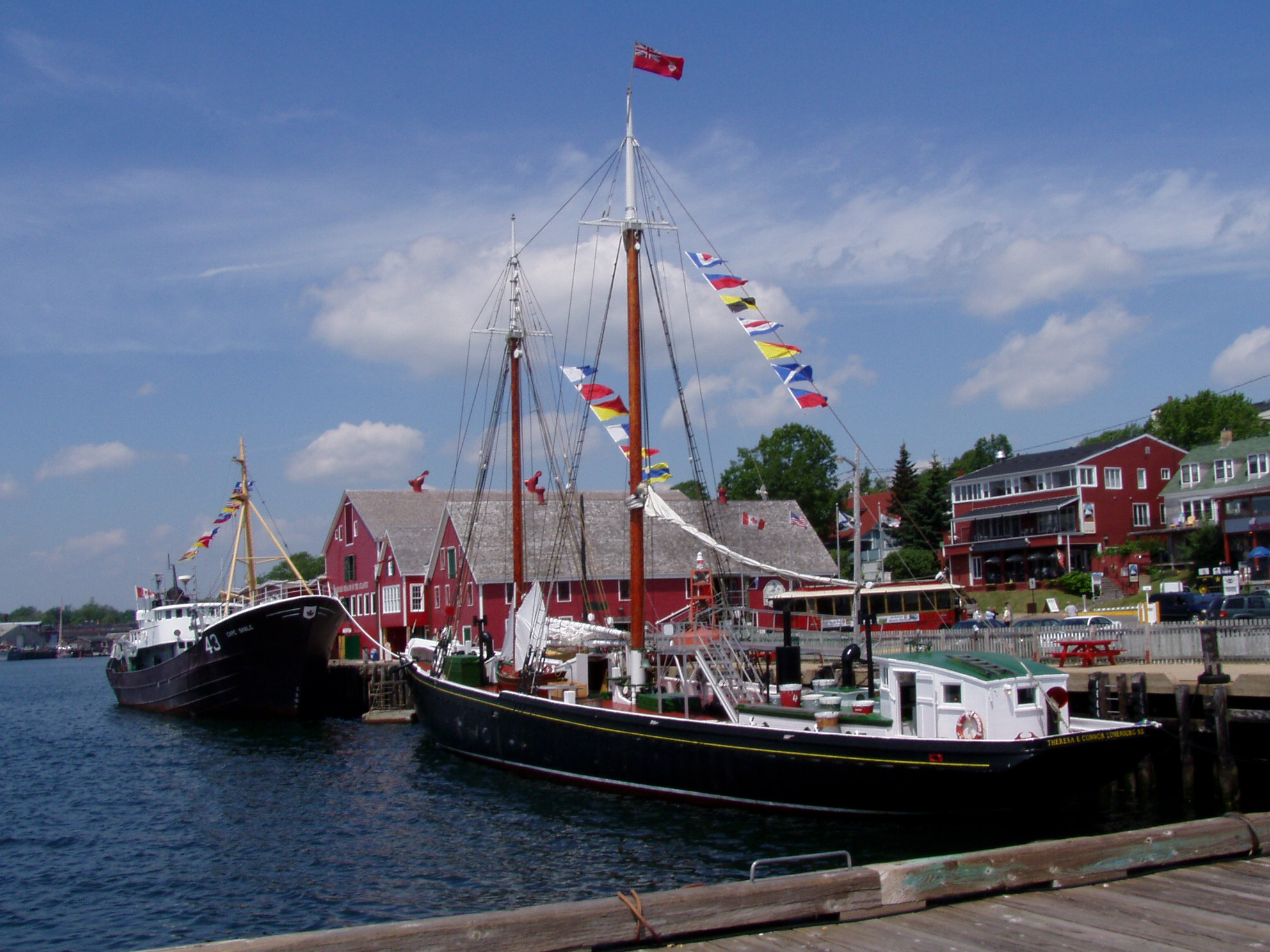
Fisheries Museum of the Atlantic in Lunenburg

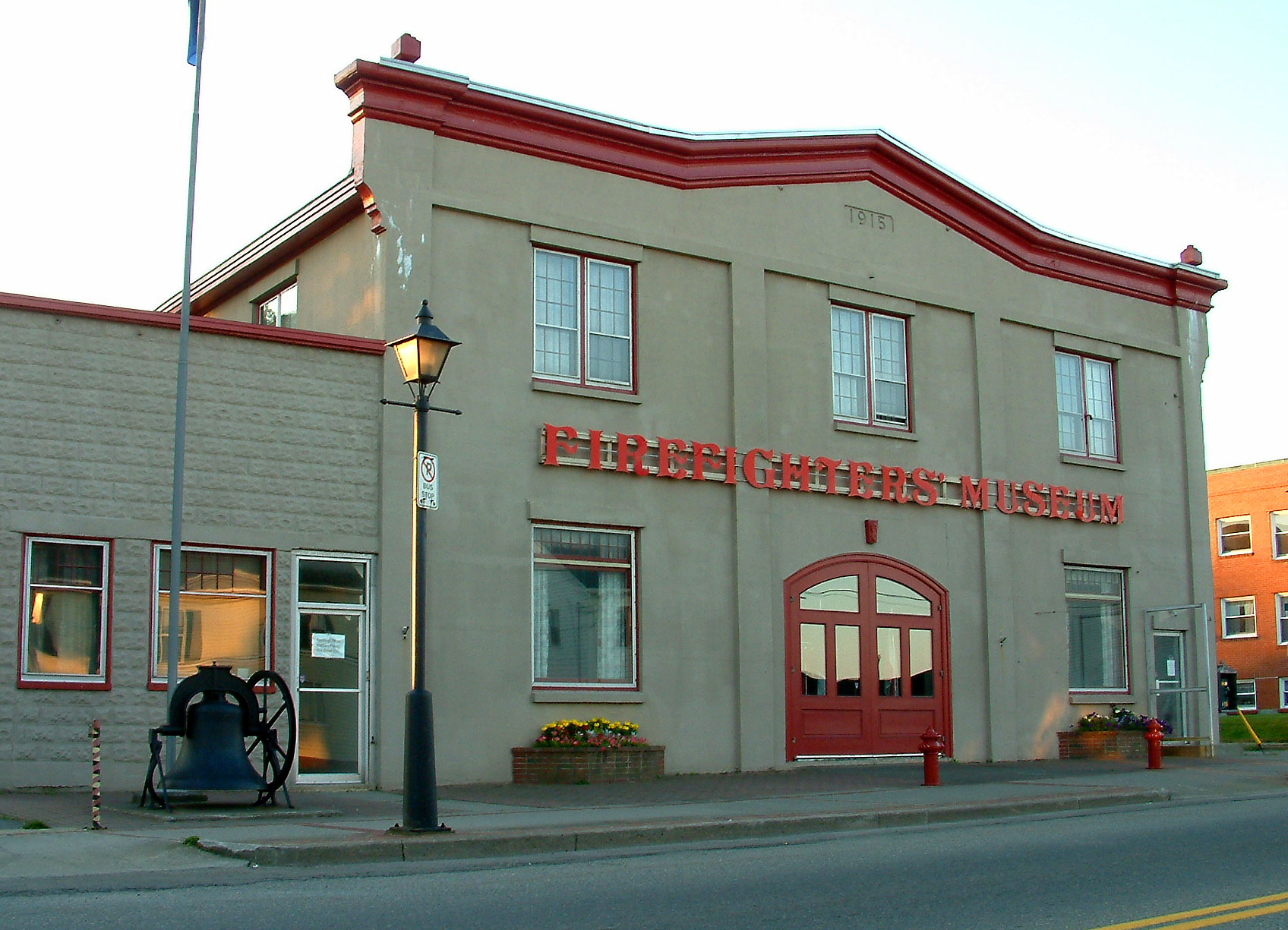
Nova Scotia Firefighter's Museum in Yarmouth

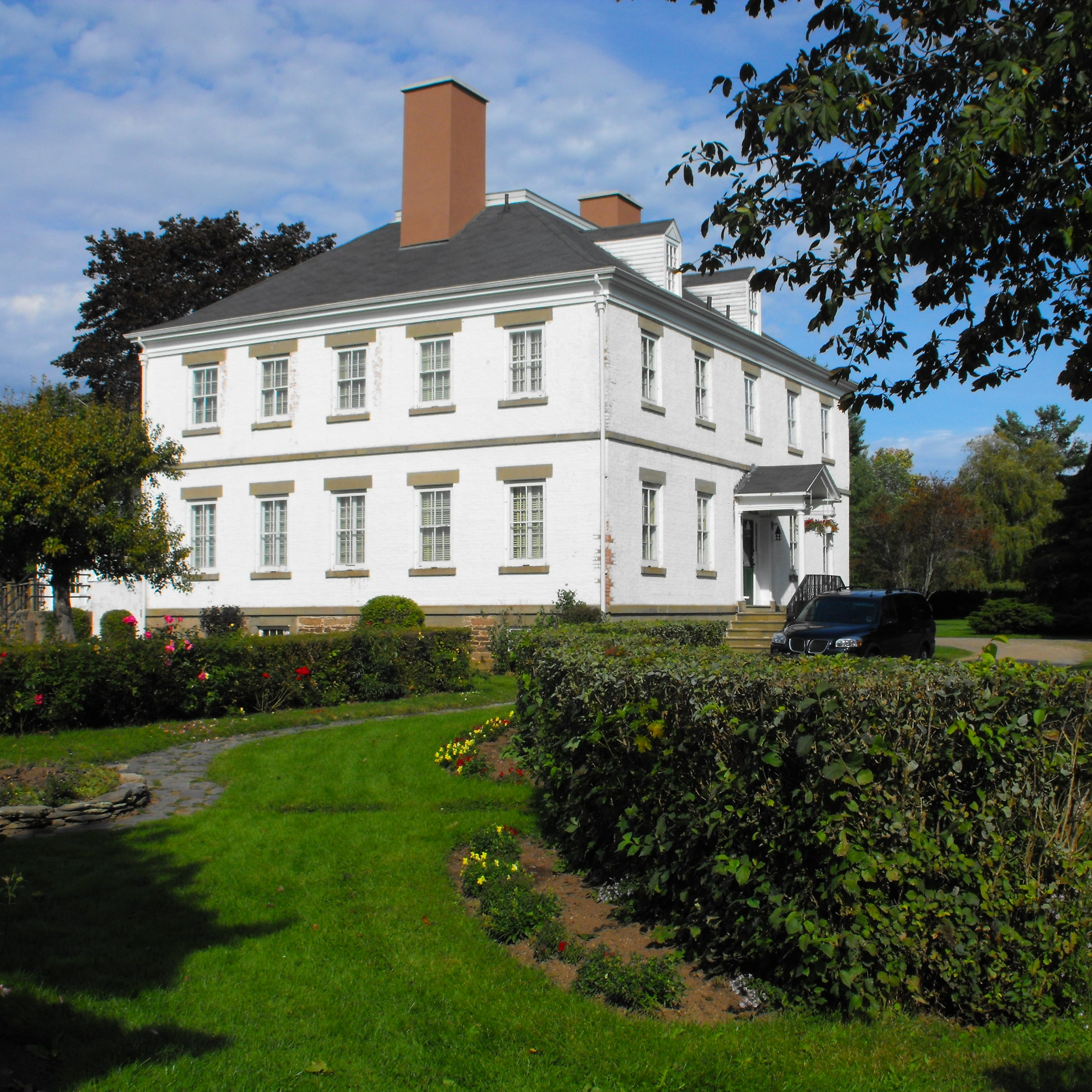
Prescott House, Starr's Point

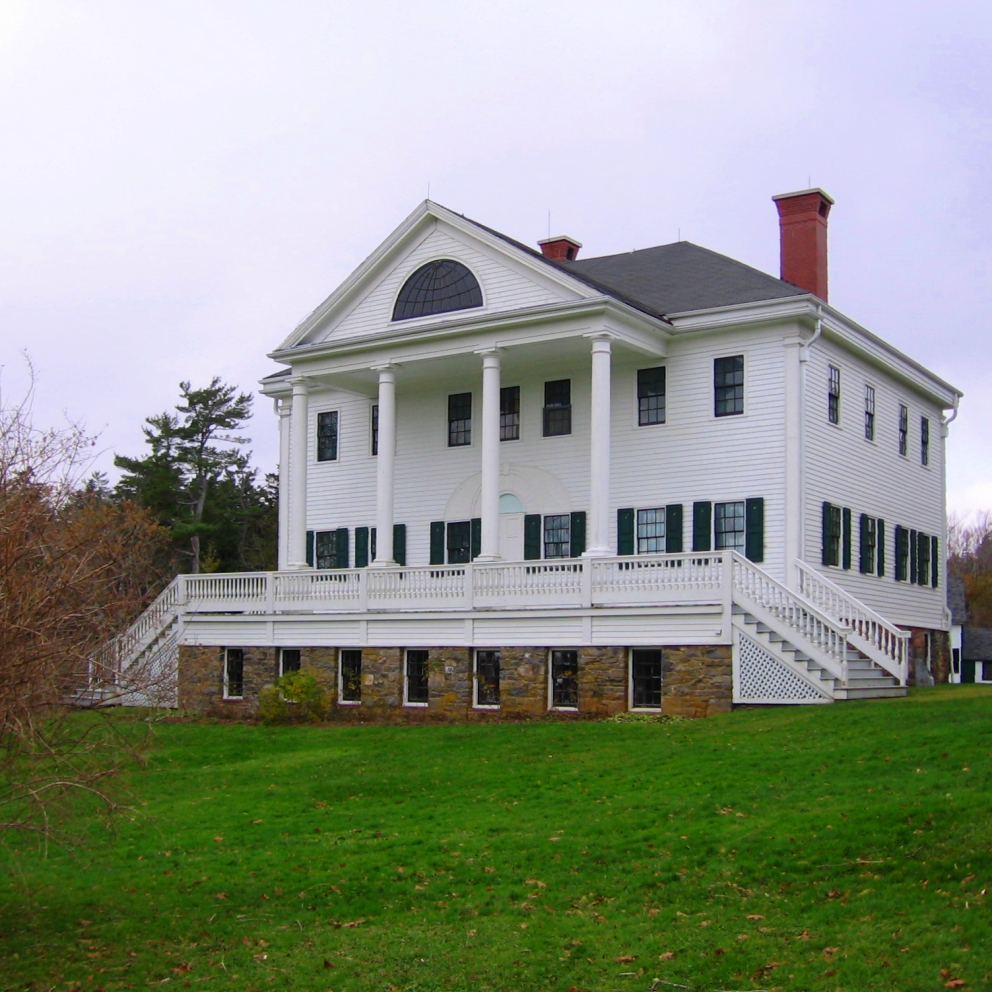
Uniacke House, Mount Uniacke

Das Nova Scotia Museum (Neuschottlandmuseum) ist der übergreifende Name für einen Verbund von 27 Museen in Nova Scotia mit einer Million Artefakten, 210 Gebäuden, vier Wasserfahrzeugen und 9 Lokomotiven. Es entstand auf der Grundlage des Nova Scotia Museum Act als eine Institution der Provinz.

## Geschichte
Das Museum geht auf Sammlungen des Mechanics Institute in der Provinzhauptstadt Halifax zurück, das im Dezember 1831 entstand, und das seit Oktober 1868 Museum ist. Sein erster Kurator war Dr. David Honeyman, dem Harry Piers von 1899 bis 1940 folgte. Piers war darüber hinaus Provinzbibliothekar ab 1900 und Deputy Keeper of Public Records der Provinz von 1899 bis 1931. Auf Piers folgte Donald Crowdis als Kurator, diesem 0. J. Lynton Martin ab 1965. Leitender Direktor war ab 1983 Candace Stevenson.

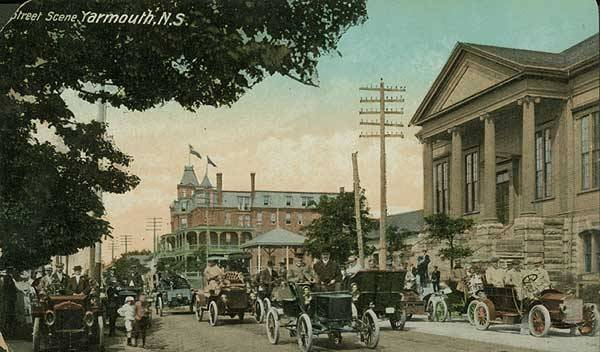
Downtown Yarmouth, Postkarte von 1910, Sammlung des Nova Scotia Museum

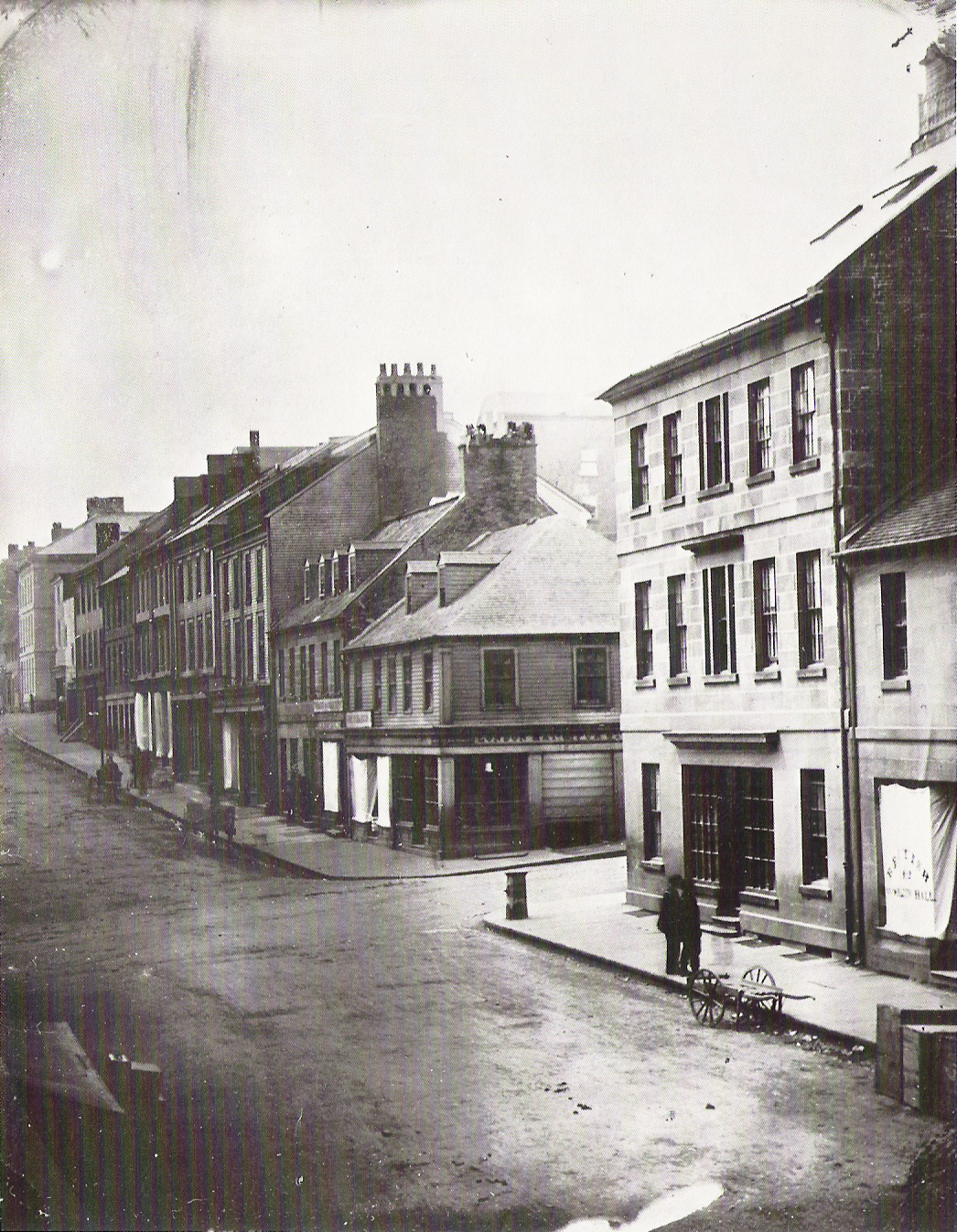
Straße in Halifax, 1854, Sammlung des Nova Scotia Museum

1947 erhielt das Provincial Museum den Namen Nova Scotia Museum of Science. Erst 1951 ging das Museum vom Ressort des Department of Public Works and Mines in das des Department of Education (heute: Department of Education and Culture) über, also vom Ministerium für öffentliche Arbeiten und Minen an das für Bildung (und Kultur).
Seinen Charakter als ausschließlich naturwissenschaftliches Museum verlor das Haus erst 1955 mit der Gründung des History Branch (Geschichtsabteilung), das in der städtischen Zitadelle angesiedelt wurde (Halifax Citadel). Auf eine Gesetzesgrundlage wurde diese Wandlung 1960 gestellt, als das Museum die Aufgabe erhielt, menschliche Geschichte und Kultur darzubieten, Sammlungen anzulegen und für ihren Erhalt zu sorgen.

## Leitung und zugehörige Museen
Die Gesamtleitung führt ein Board of Governors, der zehn Museen direkt verwaltet, während die übrigen 17 von lokalen Boards geführt werden. Leitender Direktor ist Bill Greenlaw, weitere fünf Angestellte leiten die Bibliothek und verschiedene Sammlungen, darüber hinaus teilen sich zwölf Kuratoren die Bereiche Archäologie, Ethnologie, Botanik, Zoologie, Naturgeschichte, Geschichte und Seefahrtsgeschichte.
Die zugehörigen Museen, dazu die Standorte, sind folgende:
- The Acadian Village of Nova Scotia, Isle Madame
- Balmoral Grist Mill Museum, Nova Scotia Trunk 6 (Straßenbezeichnung)
- Barrington Woolen Mill, Barrington
- Barrington Old Meeting House, Barrington
- Cossit House, Sydney
- Dory Shop Museum, Shelburne
- Firefighters' Museum of Nova Scotia, Yarmouth
- Fisheries Museum of the Atlantic, Lunenburg
- Fisherman's Life Museum, Oyster Pond
- Fundy Geological Museum, Parrsboro
- Haliburton House Museum, Windsor
- Highland Village Museum/An Clachan Gàidhealach, Iona
- Lawrence House Museum, Maitland
- Maritime Museum of the Atlantic, Halifax
- McCulloch House Museum, Pictou
- Nova Scotia Museum of Industry, Stellarton
- Nova Scotia Museum of Natural History, Halifax
- North Hills Museum, Granville Ferry
- Perkins House Museum, Liverpool
- Prescott House Museum, Starrs Point
- Ross Farm Museum, New Ross
- Ross-Thomson House Museum, Shelburne
- Shand House Museum, Windsor
- Sherbrooke Village, Sherbrooke
- Sutherland Steam Mill Museum, Denmark
- Uniacke Estate Museum Park, Mount Uniacke
- Wile Carding Mill, Bridgewater[4]